# Bee Gees
Bee Gees és un grup musical manx format pels germans Gibb: Barry Gibb, nascut l'1 de setembre de 1946 i els bessons Robin i Maurice Gibb, nascuts el 22 de desembre del 1949. El trio va tenir un èxit especialment en la música pop a finals dels anys 60 i principis dels 70, i més tard com a intèrprets destacats a l'era de la música disco a mitjans i finals dels 70.
El grup va cantar harmonies de tres parts: la veu principal vibrato clara de Robin eren un segell distintiu dels seus primers èxits, mentre que el R&B falsetto de Barry es va convertir en el seu so característic a mitjans i finals dels anys setanta i vuitanta. El grup va escriure tot el seu propi material original, a més d'escriure i produir diversos èxits importants per a altres artistes, i és considerat com un dels grups més importants i influents de la història de la música pop.

## Història
A la dècada dels cinquanta, els tres germans Gibb començaven a tocar en públic, en petits concerts a la seva terra natal.
El 1958 la família es trasllada a Brisbane, on els nois segueixen desenvolupant les seves activitats artístiques. Així, després de cantar a diversos clubs, el 1963 firmen el seu primer contracte amb una companyia discogràfica, Festival Records. Els germans Gibb graven vuit senzills, amb un total de dinou cançons, fins que l'any 1965 graven el seu primer àlbum, The Bee Gees Sing and Play 14 Barry Gibb Songs. El 1966 aconsegueixen el seu primer èxit a Austràlia amb el tema Spicks and Specks. Quan la cançó es va publicar el setembre de 1966, el senzill va assolir el número 4 a les llistes Go-Set d'Austràlia per dues setmanes (i el número 1 en altres llistes australianes), i quan la cançó es va publicar a altres països el febrer de 1967, va assolir el número 28 a Alemanya, el número 2 als Països Baixos i el número 1 a Nova Zelanda.
L'any 1967 se'n tornen a Anglaterra i són contractats per la RSO. Aquell mateix any publiquen First i aconsegueixen un cert èxit i reconeixement. D'aquest primer àlbum a Anglaterra destaquen temes com To Love Somebody, Holiday, New York Mining Disaster 1941, Every Christian Lion Hearted Man Will Show You... Totes les cançons són compostes per ells mateixos, especialment per Barry i Robin. En aquest moment, els Bee Gees tenen cinc components, ja que als germans s'hi han sumat els australians Colin Petersen, com a bateria, i Vince Melouney, com a guitarra.
Horizontal, del 1968 contenia èxits com World i, sobretot, Massachusetts, el seu primer número 1 al Regne Unit i a molts altres llocs com, per exemple, Alemanya, Països Baixos, Austràlia, Japó o Canadà. Aquell mateix any publiquen l'àlbum Idea. Vince Melouney abandona el grup al final del 1968.
El 1969 presenten el doble àlbum Odessa, però seguidament Robin abandona el grup i té un gran èxit amb el senzill Saved By The Bell, dins de l'àlbum Robin's Reign. Colin Petersen també deixa el grup i, poc després, Barry i Maurice, igualment sota el nom de "Bee Gees", publiquen Cucumber Castle, que conté l'èxit Don't Forget To Remember.
L'any 1970 els tres germans tornen a estar junts i presenten l'àlbum Two Years On.
How Can You Mend A Broken Heart, de l'àlbum Trafalgar el 1971, és el seu primer número 1 als EUA. To Whom It May Concern (1972) i Life in a Tin Can (1973) són LP que passen sense pena ni glòria.
Després que es traslladessin a Miami, amb el productor Arif Mardin comencen l'etapa americana amb els discos Mr. Natural (1974) i Main Course, un any després. Són àlbums en què l'estil evoluciona des de la música romàntica i sentimental fins al rhythm and blues. Amb Jive Talkin' tornen a encapçalar la llista d'èxits dels EUA. En aquest moment es forma The Bee Gees Band, ja que als germans Gibb s'uneixen els músics Alan Kendall, Dennis Bryon i Blue Weaver per tal de donar més qualitat i riquesa a les actuacions en directe del grup.
Children of the World (1976) barreja el rhythm and blues amb la música disco i anticipa allò que més tard serà la moda dominant. Aconsegueixen el número 1 als Estats Units amb la cançó You Should Be Dancing.
El 1977 arriba el gran èxit a nivell mundial amb la banda sonora Saturday Night Fever. Les seves cançons How Deep Is Your Love, Stayin' Alive i Night Fever són al capdamunt de les llistes de la majoria de països i les dues últimes representen els seus dos primers números u a Espanya mentre que les dues primeres ho són a França.
El 1979 publiquen Spirits Having Flown, aconseguint diversos número u amb temes ràpids com Tragedy i lents com Too Much Heaven. A tot l'àlbum domina el falset de Barry i quasi no s'identifiquen les veus dels bessons. Robin, però, és la veu dominant del tema Living Together, també en falset.
El 1981 publiquen Living Eyes, amb molt menys èxit de crítica i de públic. Aquest és l'últim àlbum en què actua The Bee Gees Band, ja que el sextet es dissol. Després de la contribució amb cinc cançons noves a la banda sonora de la pel·lícula Stayin' Alive (1983), continuació de Febre del dissabte nit, es prenen un descans en la seva carrera com a grup i inicien treballs en solitari i, sobretot, com a compositors i productors per a altres artistes: Sunrise de Jimmy Ruffin; Guilty, de Barbra Streisand; Heartbreaker, de Dionne Warwick; Eyes That See In The Dark, de Kenny Rogers; Eaten Alive, de Diana Ross; Runaway, de Carola…
L'any 1987 es tornen a reunir per a gravar l'àlbum E.S.P., amb un número u en molts llocs del món (per exemple al Regne Unit), You Win Again.
Dos anys més tard, el 1989, publiquen One, amb diversos èxits com Ordinary Lives i, sobretot, One, llur últim top ten als EUA.
El 1991 publiquen High Civilization i el 1993 Size Isn't Everything, amb la cançó For Whom The Bell Tolls, número 4 al Regne Unit.
L'any 1997 publiquen Still Waters i els Bee Gees tornen a impressionar mig món amb les seves veus, encara en plena forma; la cançó Alone arriba al número 5 al Regne Unit.
Finalment, el 2001 surt a la venda This Is Where I Came In, l'últim disc gravat abans de la mort de Maurice, el 2003.
Barry i Robin havien afirmat en diverses ocasions que tornarien a compondre i cantar junts, però Robin Gibb va morir el diumenge 20 de maig de 2012, als 62 anys, a causa d'un càncer.

## Discografia

### Àlbums propis
- 1965 - The Bee Gees Sing and Play 14 Barry Gibb Songs
- 1966 - Spicks and Specks
- 1967 - Bee Gees 1st
- 1968 - Horizontal
- 1968 - Idea
- 1969 - Odessa
- 1970 - Cucumber Castle
- 1970 - 2 Years On
- 1971 - Trafalgar
- 1972 - To Whom It May Concern
- 1973 - Life in a Tin Can
- 1974 - Mr. Natural
- 1975 - Main Course
- 1976 - Children of the World
- 1977 - Here at Last... Bee Gees... Live
- 1979 - Spirits Having Flown
- 1981 - Living Eyes
- 1987 - E.S.P.
- 1989 - One
- 1991 - High Civilization
- 1993 - Size Isn't Everything
- 1997 - Still Waters
- 1998 - One Night Only
- 2001 - This Is Where I Came In

### Contribució a bandes sonores
- 1971 - Melody
- 1975 - All This and World War II
- 1977 - Febre del dissabte nit
- 1978 - Sgt Peppers Lonely Hearts Club Band
- 1983 - Staying Alive

### Senzills propis
- The Battle Of The Blue And The Grey/The Three Kisses Of Love (1963)
- Timber! (1963)
- Peace Of Mind (1964)
- Claustrophobia (1964)
- Turn Around, Look At Me (1964)
- Every Day I Have To Cry (1965)
- Wine And Women (1965)
- I Was A Lover, A Leader Of Men (1965)
- I Want Home (1966)
- Monday's Rain (1966)
- Spicks and Specks (1966)
- New York Mining Disaster 1941 (1967)
- To Love Somebody (1967)
- Holiday (1967)
- Massachusetts (1967)
- World (1967)
- Words (1968)
- Jumbo/The Singer Sang His Song (1968)
- I Started A Joke (1968)
- I've Gotta Get a Message to You (1968)
- First of May (1969)
- Tomorrow, Tomorrow (1969)
- Don't Forget To Remember (1969)
- I.O.I.O (1970)
- Lonely Days (1970)
- How Can You Mend A Broken Heart? (1971)
- Don't Want To Live Inside Myself (1971)
- My World (1972)
- Run To Me (1972)
- Alive (1972)
- Saw A New Morning (1973)
- Wouldn't I Be Someone (1973)
- Mr. Natural (1974)
- Throw A Penny (1974)
- Charade (1974)
- Jive Talkin' (1975)
- Nights on Broadway (1975)
- Fanny (Be Tender With My Love) (1976)
- You Should Be Dancing (1976)
- Love So Right (1976)
- Boogie Child (1977)
- Edge of the Universe (Live)
- How Deep Is Your Love (1977)
- Stayin' Alive (1977)
- Night Fever (1978)
- Too Much Heaven (1978)
- Tragedy (1979)
- Love You Inside Out (1979)
- Spirits (Having Flown) (1980)
- He's A Liar (1981)
- Living Eyes (1981)
- Paradise (1981)
- The Woman In You (1982)
- Someone Belonging To Someone (1983)
- You Win Again (1987)
- E.S.P. (1987)
- Ordinary Lives (1988)
- One (1989)
- Bodyguard (1990)
- Secret Love (1991)
- The Only Love (1991)
- When He's Gone (1992)
- Happy Ever After (1991)
- Paying The Price Of Love (1993)
- For Whom The Bell Tolls (1993)
- How To Fall In Love, Part 1 (1994)
- Kiss of Life (1995)
- Alone (1997)
- I Could Not Love You More (1997)
- Still Waters Run Deep (1997)
- This Is Where I Came In (2001)

### Col·laboracíons, duets, cors...
- Immortality (1998), amb Celine Dion

### Recopilacions importants, caixes...
- 1968 - Rare Precious and Beautiful
- 1969 - Best of Bee Gees
- 1973 - Best of Bee Gees volume 2
- 1979 - Greatest
- 1990 - Tales from the Brothers Gibb
- 1998 - Brilliant from Birth
- 2001 - The Record
- 2004 - Number Ones
- 2005 - Love Songs
- 2006 - The Studio Albums, 1967-1968
- 2007 - Greatest. Special Edition
- 2009 - Odessa Deluxe Edition
- 2009 - The Ultimate Bee Gees
- 2010 - Mythology